# Panteón de Agripa
El Panteón de Agripa o Panteón de Roma es un antiguo templo romano —en la actualidad, consagrado como iglesia católica—, situado en la ciudad de Roma, Italia, en el lugar de un anterior templo encargado por Marco Agripa durante el gobierno de Augusto. Fue terminado por orden del emperador Adriano y dedicado alrededor del año 126. Su fecha de construcción es incierta porque Adriano optó por no inscribir el nuevo templo, sino que conservó la inscripción del templo más antiguo que se había quemado.
El nombre procede del griego Pántheion (en griego: Πάνθειον), que significa «templo de todos los dioses». La mayoría de los autores latinos emplean la forma latina de su transliteración, Pantheon. Mientras que su forma del latín Pantheum está atestiguada por el estudioso escritor Plinio el Viejo.[cita requerida]
El edificio es circular con un pórtico de grandes columnas corintias de granito —ocho en la primera fila y dos grupos de cuatro detrás— bajo un frontón. Un vestíbulo rectangular une el pórtico con la rotonda, que se encuentra bajo una cúpula de hormigón artesonado con una abertura central (óculo) hacia el cielo. Casi dos mil años después de su construcción, la del Panteón sigue siendo la cúpula de hormigón sin armar más grande del mundo. La altura hasta el óculo y el diámetro del círculo interior son los mismos: cuarenta y tres metros. Su cella circular abovedada con un pórtico convencional fue única en la arquitectura romana. Sin embargo, se convirtió en un ejemplo estándar cuando se revivieron los estilos clásicos y fue copiada en numerosas ocasiones por los arquitectos posteriores.
Es uno de los edificios de la Antigua Roma mejor conservados, principalmente porque ha estado en uso continuo durante toda su historia. Desde el siglo vii se ha utilizado como iglesia, recibiendo actualmente el nombre de basílica de Santa María y los Mártires, pero siendo informalmente conocida por Santa María Rotonda. La plaza frente al Panteón se llama piazza della Rotonda y da nombre a un distrito de la ciudad.
Es propiedad estatal, gestionado por el Ministerio de Bienes y Actividades Culturales a través del Museo Central del Lacio. En 2013 fue visitado por seis millones de personas.

## El panteón de Agripa

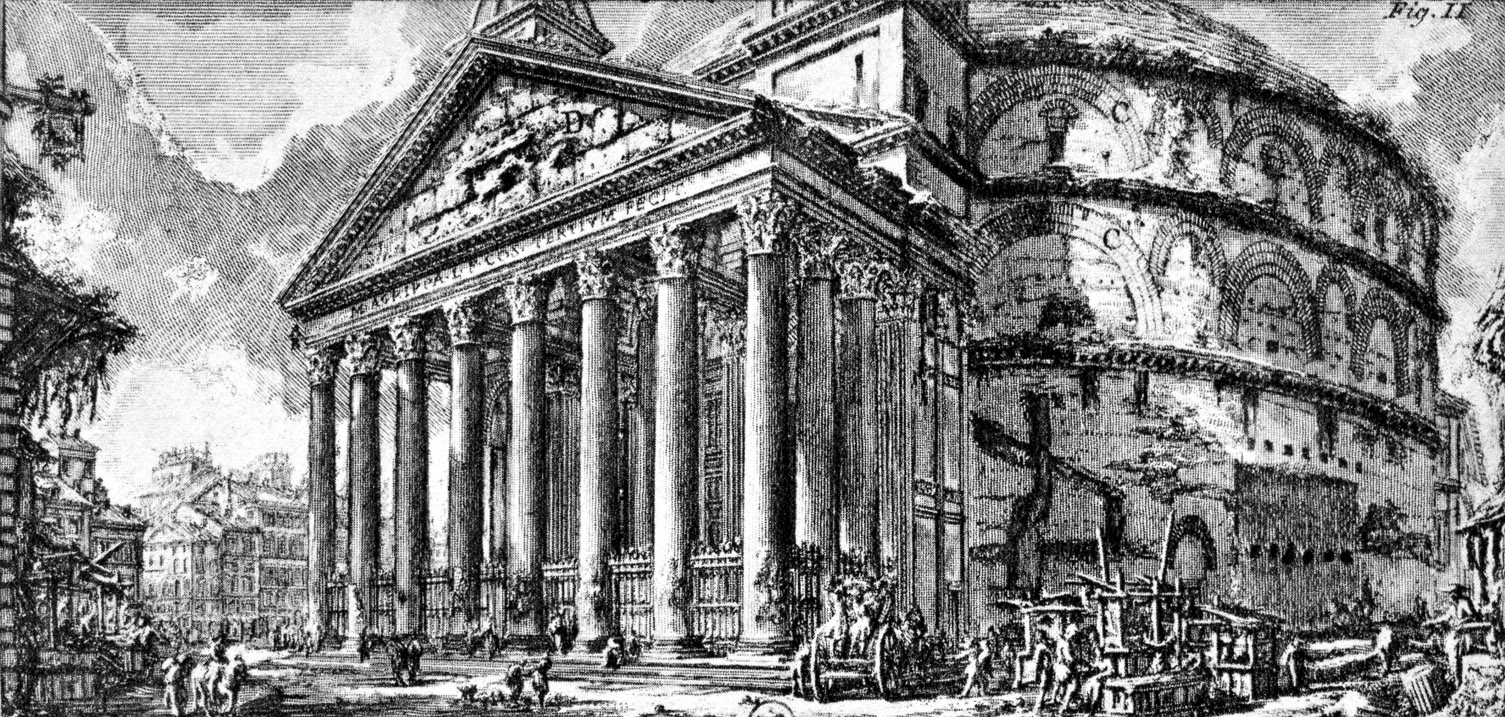
El Panteón en un grabado de Giovanni Battista Piranesi de 1756

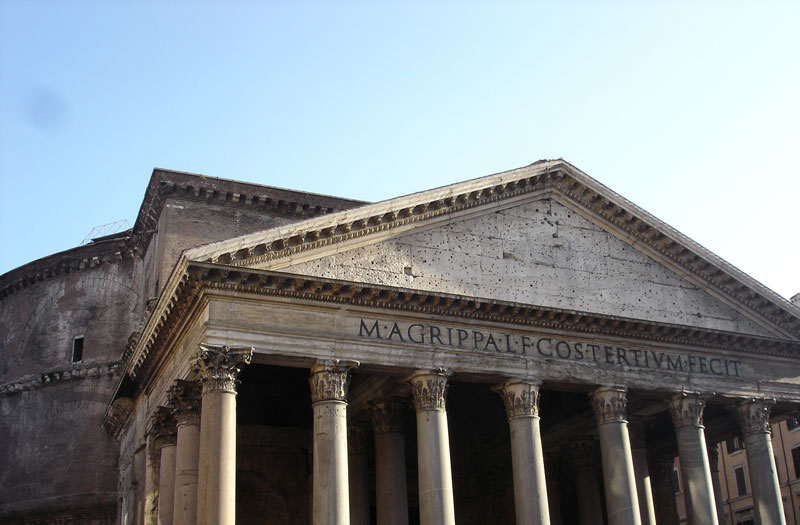
Inscripción en el friso del pórtico
M·AGRIPPA·L·F·COS·TERTIVM·FECIT
Marcus Agrippa, Luciī fīlius, consul tertium, fēcit
'Marco Agripa, hijo de Lucio, cónsul por tercera vez, (lo) hizo'
Esta es la inscripción que puede leerse en el friso del pórtico de entrada. Atribuye la construcción del edificio a Marco Vipsanio Agripa, amigo, general y yerno del emperador Augusto. El tercer consulado de Agripa nos indica el año 27 a. C. Además, Dión Casio lo encuadra entre las obras realizadas por Agripa en la zona de Roma conocida como el campo de Marte en 25 a. C.
Durante siglos se pensó que esta inscripción hacía referencia al edificio actual. Sin embargo, tras las investigaciones efectuadas por Georges Chedanne en el siglo xix se supo que en realidad, el templo de Agripa fue destruido, y que el existente actualmente es una construcción realizada en tiempos de Adriano.
El templo
Los restos descubiertos a finales del siglo xix permiten saber que el templo original guardaba pocas semejanzas con el actual. Lo que hoy es un pórtico de entrada fue originalmente la fachada de un templo períptero. La primitiva entrada se efectuaba por el lado opuesto, hacia el sur, ya que en la rotonda actual había una plaza circular porticada. Al otro lado de esa plaza se encontraba la basílica de Neptuno.
El primer templo era rectangular, con la cella dispuesta transversalmente, al igual que en el templo de la Concordia del Foro romano, o en el pequeño templo de Veiove en la colina del Campidoglio. Estaba construido con bloques de travertino y revestido en mármol. También se sabe que los capiteles eran de bronce y que la decoración incluía cariátides y estatuas frontales. En el interior del pronaos había sendas estatuas de Augusto y Agripa.
Por Dión Casio sabemos que la denominación de Panteón no era la oficial del edificio, y que la intención de Agripa era la de crear un culto dinástico, probablemente dedicado a los protectores de la gens Julia: Marte, Venus y el Divus Iulius, es decir, Julio César divinizado.
El edificio sufrió daños por un incendio en el año 80, de los que fue reparado por Domiciano, aunque sufrió una nueva destrucción en tiempos de Trajano, en el año 110.

## El panteón construido por Adriano

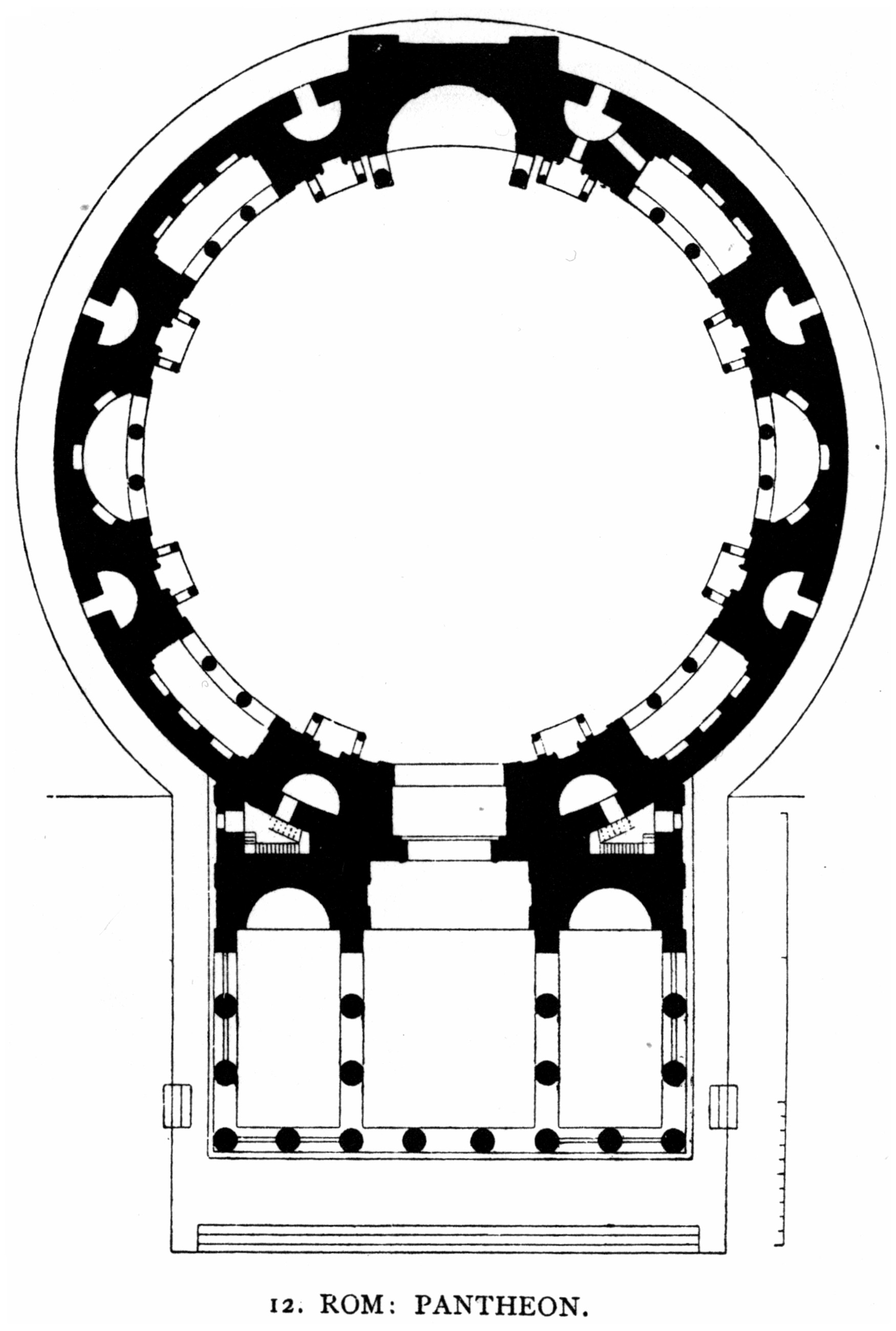
Planta

En tiempos de Adriano el edificio fue enteramente reconstruido. Su nombre no aparece en las inscripciones debido al rechazo de este emperador a que su nombre figurase en las obras llevadas a cabo bajo su mandato, muy al contrario que su predecesor Trajano. Las marcas de fábrica encontradas en los ladrillos corresponden a los años 123–125, lo que permite suponer que el templo fue inaugurado por el emperador durante su estancia en la capital entre 125 y 128. Aunque no se sabe con certeza quién fue el arquitecto, el proyecto se suele atribuir a Apolodoro de Damasco.
Se cambió la orientación respecto del panteón precedente, ya que se colocó la fachada principal hacia el norte. El edificio quedó compuesto por una columnata a modo de pronaos, una amplia cella redonda y una estructura prismática intermedia. El gran pronaos y la estructura de unión con la cella ocuparon por completo el espacio del templo anterior, mientras que la rotonda fue construida sobre el espacio de la plaza augustea que separaba el panteón de la basílica de Neptuno. Delante del templo se edificó una plaza porticada en tres de sus lados y pavimentada con lajas de travertino.

## Características
La construcción de una amplia sala de planta circular, antecedida por un pórtico rectangular, conformado como un templo clásico, es una innovación en la arquitectura romana. El modelo de espacio circular cubierto por una bóveda se había utilizado por la misma época en las grandes salas termales, pero era una novedad usarlo en un templo. El efecto de sorpresa al cruzar el umbral de la puerta debía de ser notable.
La construcción de una cúpula semiesférica sobre un tambor circular era típico de la arquitectura de la época. Se observa en la Villa Adriana en Tívoli, en las termas de Agripa, y en general en las salas de los primeros tiempos del imperio. Las pechinas no se generalizarían hasta una época más tardía, en tiempos de Diocleciano.
El espacio interno de la rotonda está constituido por un cilindro cubierto por una semiesfera. El cilindro tiene una altura igual al radio, y la altura total es igual al diámetro, por lo que se puede inscribir una esfera completa en el espacio interior. El diámetro de la cúpula es de 43,44 m (150 pies), lo que la convierte en la mayor cúpula de hormigón en masa de la historia. La cúpula de la Basílica de San Pedro fue construida un poco más pequeña.

### El pronaos

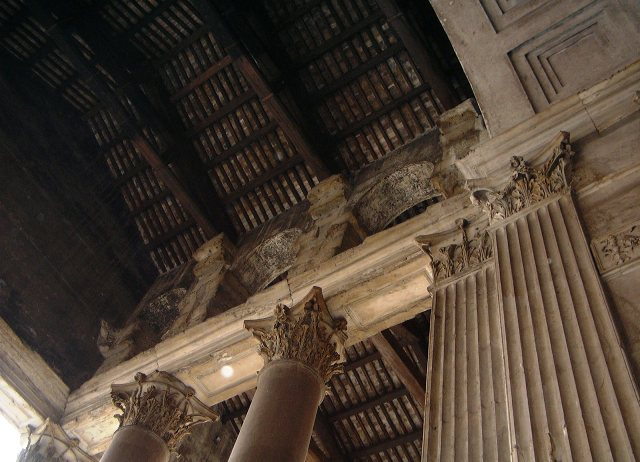
La cobertura del pronaos

El pronaos octóstilo, con ocho columnas en la fachada, y con cuatro columnas en los laterales, mide 34,20x15,62 m, y se encuentra 1,32 m sobre el nivel de la plaza, de modo que se accede subiendo cinco escalones. La altura total del orden es de 14,15 m y los fustes tienen un diámetro de 1,48 m en la base.
El friso contiene la inscripción de Agripa en letras de bronce. En el arquitrabe se grabó posteriormente una segunda inscripción relativa a la restauración acometida en tiempos de Septimio Severo. El frontón debía de estar decorado con estatuas de bronce, ancladas con pernos, y hoy perdidas. Por la posición de los orificios se especula con que pudo ser la figura de un águila con las alas desplegadas.
En el interior, dos filas de cuatro columnas dividen el espacio en tres naves, la central y más amplia conduce a la gran puerta de acceso a la cella, mientras que las dos laterales terminan en dos amplios nichos que debían de albergar estatuas de César Augusto y de Agripa, trasladadas desde el edificio viejo. El fuste de las columnas estaba hecho de granito gris en la fachada o rojo, provenientes de las canteras de Egipto. También los pórticos que rodeaban la plaza eran de granito rojo, aunque de menor dimensión. Los capiteles corintios, las basas y los elementos de trabazón son de mármol pentélico, proveniente de Grecia. La última columna del lateral oriental, perdida en el siglo xv, fue sustituida por otra de granito gris en tiempos de Alejandro VII. La columna del extremo oriental de la fachada fue igualmente sustituida con un fuste de granito rojo bajo el pontificado de Urbano VIII. De este modo se modificó la alternancia de colores original.
La cubierta a dos aguas está soportada por cerchas de madera, apoyadas sobre una estructura muraria que apoya por medio de arcos en las columnas. La cobertura original estaba formada por cerchas de bronce, con perfiles en forma de U, según las describió Andrea Palladio. Una versión dice que fueron expoliadas por el papa Urbano VII, que mandó fundirlas para fabricar cien cañones para el Castillo Sant'Angelo. Otra versión asegura que el papa Urbano VIII mandó fundir el bronce del techo para que fuera empleado en el baldaquino de San Pedro. El pavimento es de piezas de mármol de color, colocadas formando círculos y cuadrados.

### El cuerpo intermedio

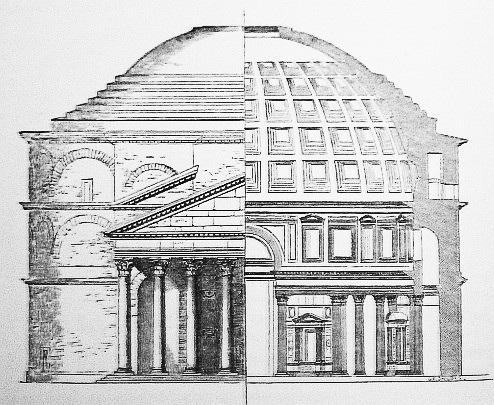
Alzado y sección

El cuerpo intermedio que conecta el pronaos con la cella está construido en opera latericia, y consta de dos grandes machones adosados a la cella. Los machones flanquean el paso de acceso a la rotonda, que es la prolongación de la nave central del pronaos. Por otra parte, entre los machones y la cella queda un espacio residual en el que se ubican dos escaleras de acceso a la parte superior de la cúpula.
Al exterior, la estructura tiene la misma altura del cilindro de la rotonda, y debía tener un revestimiento en estuco y mortero hoy desaparecido. Sobre este cuerpo existe un segundo frontón de ladrillo, de una altura mayor que la del pórtico de entrada, y que se preveía que se viera solo desde gran distancia. Las líneas de cornisa, que recorren el exterior de la rotonda marcando los pisos, continúan en este cuerpo sin solución de continuidad.
La diferencia de nivel entre los dos frontones ha hecho suponer que el pronaos estaba previsto de mayores dimensiones, con columnas de 50 pies de alto (14,80 m), mayores incluso que las del acceso norte del foro de Trajano. El proyecto hubo de ser modificado, al no poderse suministrar columnas de tan grandes dimensiones.

### El interior de la rotonda

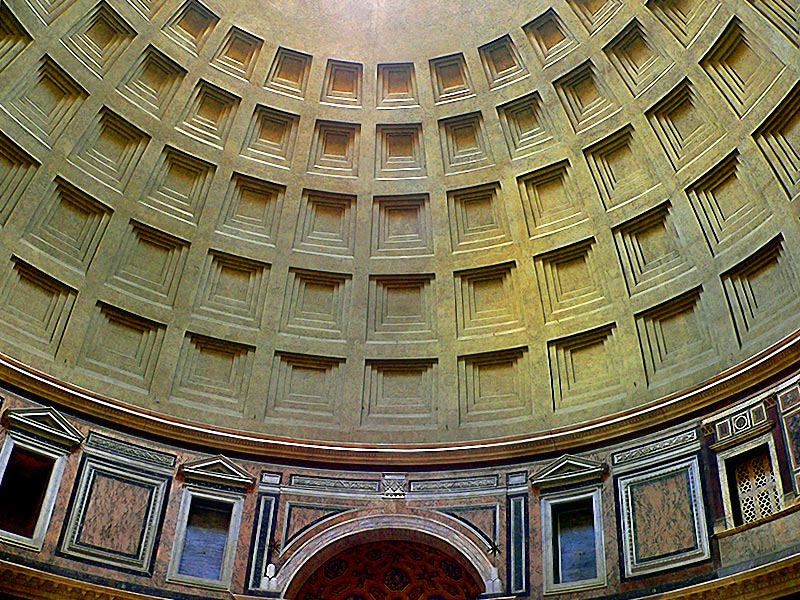
Interior

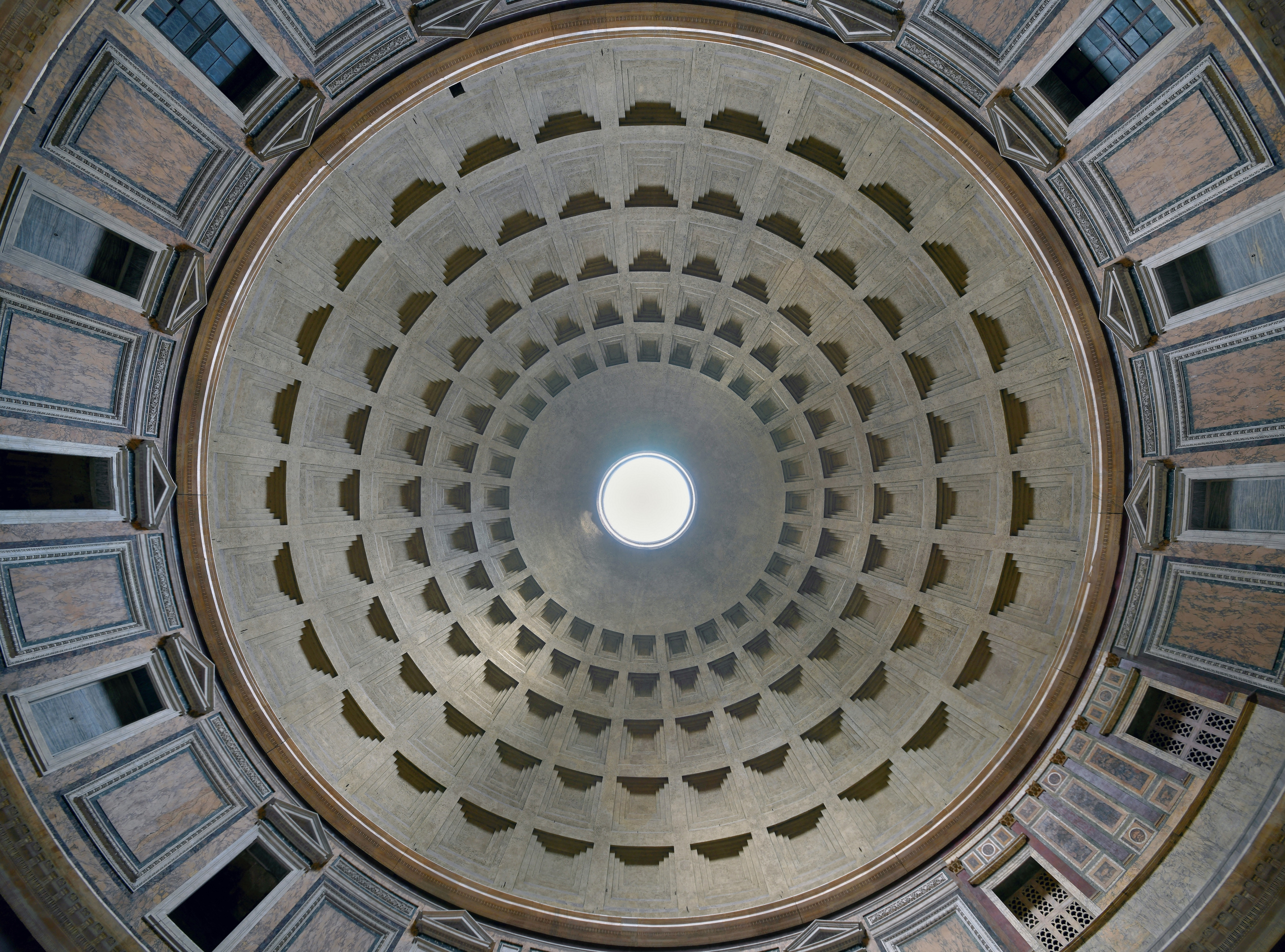
Interior de la cúpula

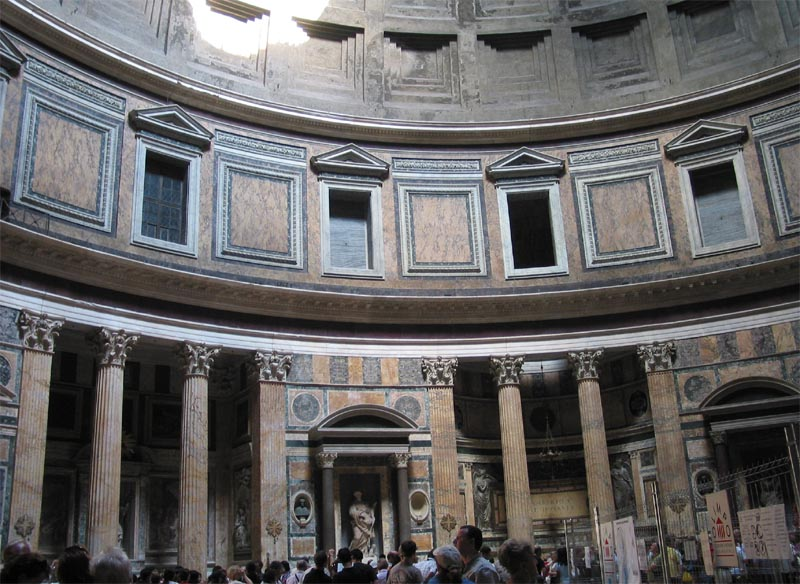
Interior de la cella

En el nivel inferior se abren siete amplias exedras, de planta trapecial y semicircular alternativamente. Los nichos están enmarcados por un orden de pilastras y de columnas, con un entablamento corrido en todo el perímetro, excepto en las exedras del eje principal. En estas, cubiertas mediante bóvedas, el entablamento se interrumpe ya que las columnas intermedias no son necesarias. Entre las exedras, en los paños de muro intermedios, aparecen edículos con capialzados triangulares y circulares alternados.
En un segundo nivel, desde el entablamento hasta la imposta de la bóveda, hay una fila de ventanas. Estas ventanas, que abren a una galería superior, coinciden en vertical con los nichos y los edículos. La decoración romana original fue sustituida en el siglo xviii por la que se puede ver actualmente, realizada probablemente entre los años 1747-1752. El sector sudoccidental ha sufrido varias restauraciones, no del todo apropiadas, que han alterado el aspecto inicial.
El pavimento de la rotonda es ligeramente convexo, con la parte central 30 cm más alta que el perímetro, para que la lluvia que entre por el óculo fluya hacia el canal situado en todo el perímetro. El revestimiento es de baldosas con un diseño de cuadrados en los que se inscriben alternativamente cuadrados y círculos más pequeños.

### La cúpula
La cúpula está formada en el interior con cinco filas de casetones, que decrecen en tamaño hacia el centro, donde está perforada por un óculo de 9 m de diámetro. Dicha ventana circular permanece abierta, y por ella entra la luz. El óculo estaba rodeado por una cornisa de bronce fijada a la cúpula en la última fila de casetones. Las oquedades en la fábrica sugieren que tanto los casetones como el espacio intermedio estaban forrados de bronce.
Al exterior, la cúpula arranca de una sobreelevación del muro, a 8,40 m por encima del arranque interior de la bóveda. Se encuentra articulada por medio de siete anillos superpuestos, el inferior de los cuales conserva todavía el revestimiento de mármol. El resto se encontraba cubierto por planchas de bronce dorado, hoy perdido a excepción del perímetro del óculo, todavía en el lugar. Las planchas de bronce fueron arrancadas en el año 663 por orden de Constante II, emperador de Bizancio, y se colocó una cubierta nueva de plomo en el año 735.
Otro elemento que refuerza la idea de perfección es que la altura de la última cornisa segunda, donde arranca la bóveda, es justo la mitad de la altura desde el punto más alto de la bóveda al suelo, y curiosamente ésta coincide con el diámetro y se puede inscribir en el interior de la construcción una esfera completa perfecta.

### Técnica constructiva

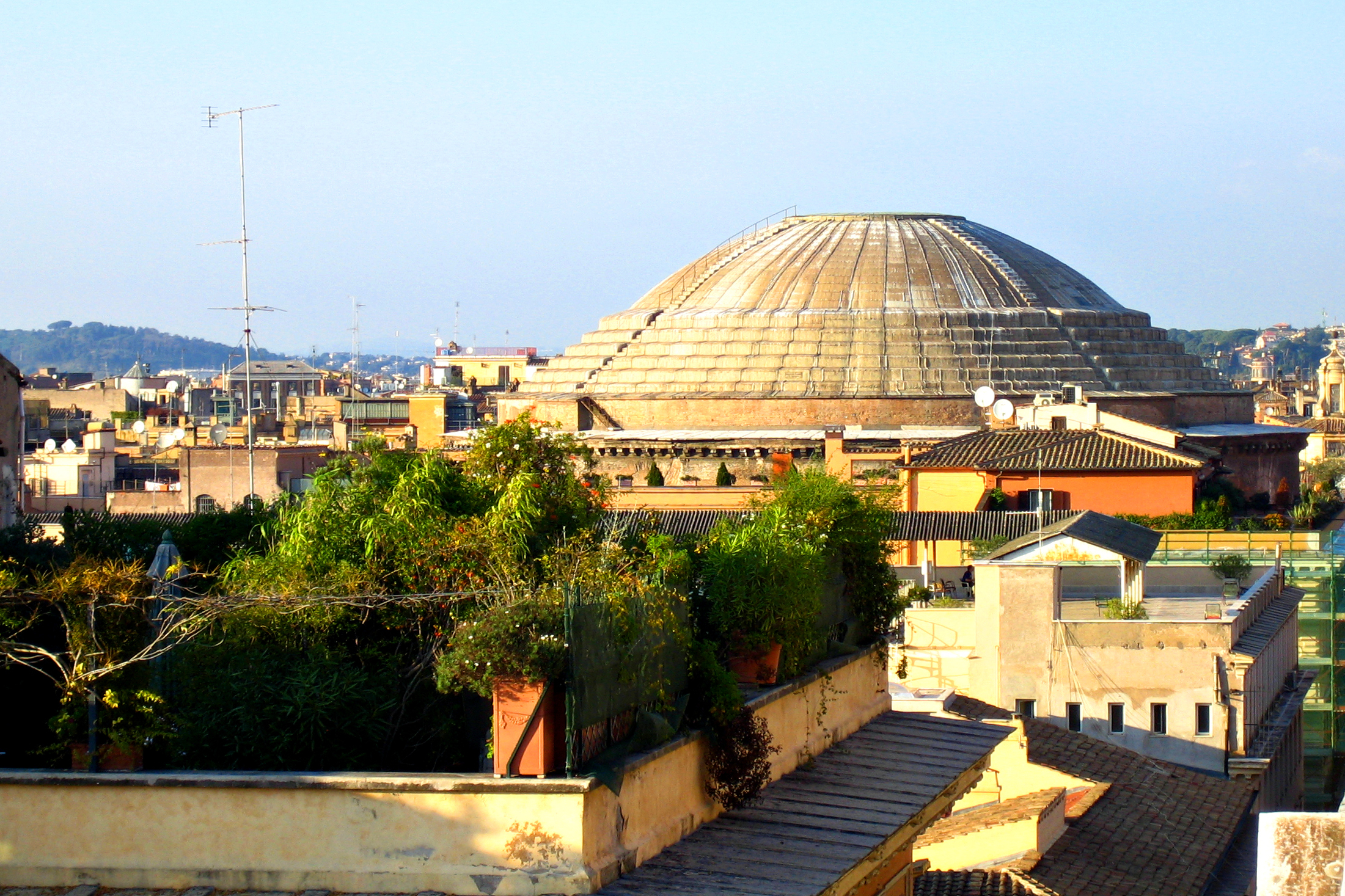
Panorámica de Roma con la cúpula

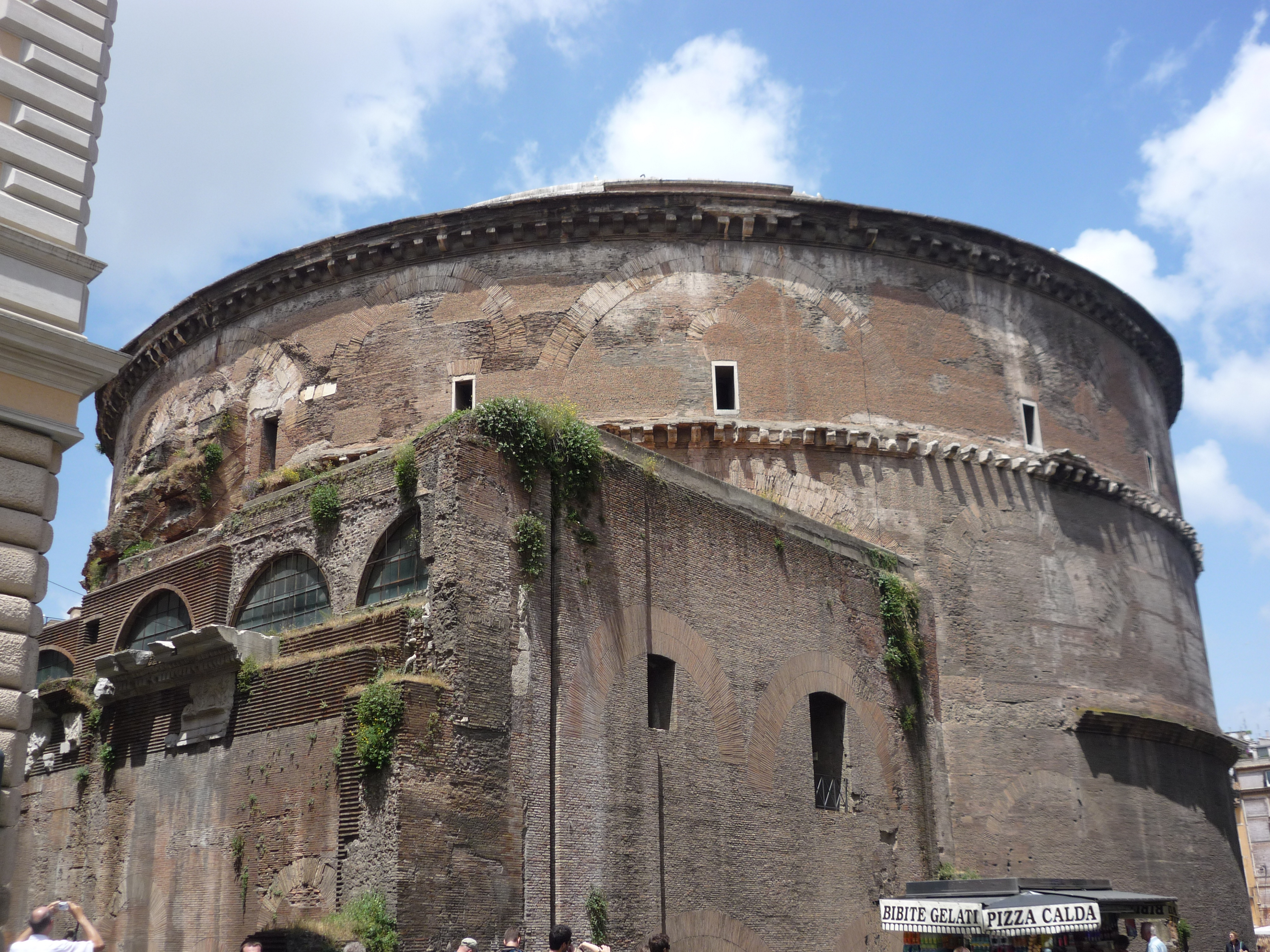
En la parte trasera pueden verse los arcos embebidos en el muro

Las técnicas constructivas romanas han permitido a la cúpula resistir diecinueve siglos sin necesidad de reformas o refuerzos. Son varios los factores técnicos responsables de que la cúpula haya llegado hasta nuestros días en perfectas condiciones.
La cúpula es semiesférica, formada de hormigón con cascotes de tufo y escoria volcánica. Las partes externas de la cúpula se forraron con opera latericia, un hormigón con paredes de ladrillo. También se utilizaron ladrillos bipedales en capas horizontales, a modo de anillos. Estaba reforzada conformando un sistema de nervios,  paralelos y meridianos, como muestra la forma de los casetones. Fue construida mediante sucesivos anillos concéntricos de hormigón, resultando una estructura autoportante, ya que al fraguar cada anillo, se puede desmontar el andamiaje y proceder a hormigonar el siguiente anillo. Por ello, el óculo no se "cae", como pensó Brunelleschi cuando entró, ya que en su época solo se utilizaban sistemas de construcción para cúpulas mediante dovelas apoyadas en cimbras de madera.
La cúpula se apoya sobre un grueso muro cilíndrico de opera latericia, en la que se practicaron aberturas correspondiéndose con los tres niveles compositivos. En parte, estas aberturas eran funcionales, ya que conformaban las exedras, pero sobre todo eran estructurales, porque formaban una estructura interna de arcos de descarga. Estos arcos, resistentes y flexibles, forman un armazón que es visible en la pared trasera ahora que se ha perdido el revestimiento original. Choisy describe detalladamente este proceso constructivo.
En cuanto a la composición del hormigón romano, el cemento venía mezclado en pequeñas cantidades drenando de este modo el agua sobrante. En el hormigón moderno, cuanta más agua se emplea en el amasado, mayor es la porosidad una vez que el agua se evapora, reduciéndose la capacidad resistente. Así se conseguía eliminar parcial o totalmente las burbujas de aire que normalmente se forman durante el fraguado, confiriendo al material una resistencia notable. El hormigón se vertía en delgadas capas, alternándolas con hiladas horizontales de piedra. Al ser colocado en pequeñas cantidades, se reduce la retracción del cemento, y por tanto la posibilidad de asientos o agrietamientos.
Por otra parte, se buscó reducir el peso de la cúpula por dos medios: aligerando los materiales para lo que en lugar del travertino empleado en la cimentación, en la cúpula se utilizó piedra pómez, y reduciendo paulatinamente su espesor desde 5,90 m en la base hasta 1,50 m en la parte superior. Además, los nichos, galerías y ventanas practicadas en los muros, así como los casetones y el óculo de la bóveda, dispuestos entre los arcos principales, aligeran la construcción en las zonas de relleno.

## Historia posterior

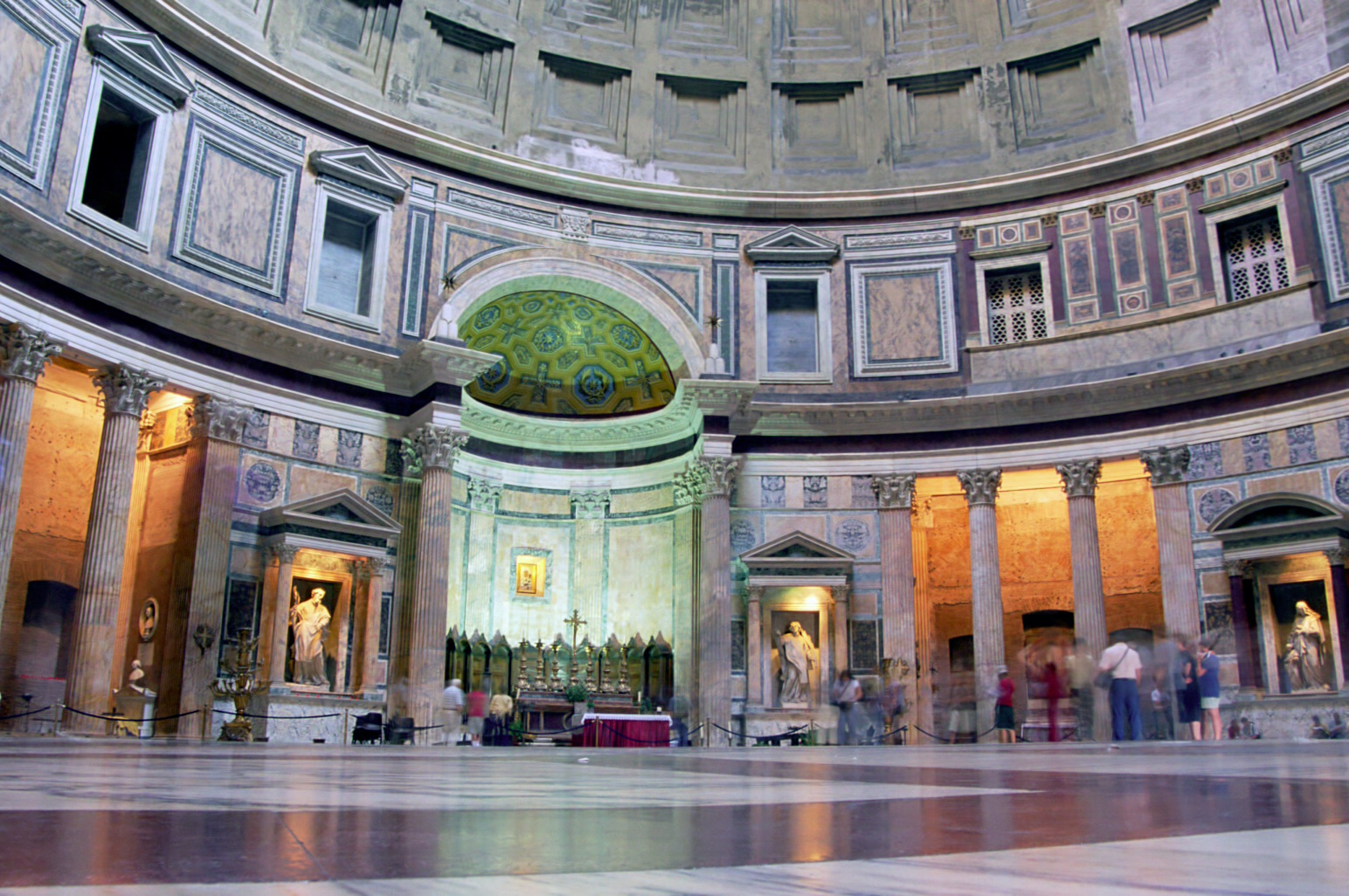
Interior del Panteón

Se sabe de una reparación realizada por Antonino Pío. Por otra parte, una inscripción de menores dimensiones recuerda otra restauración a cargo de Septimio Severo en 202.
El edificio se salvó de la destrucción a principios de la Edad Media, porque el emperador bizantino Focas lo donó al papa Bonifacio IV en el año 608, que lo transformó en iglesia cristiana (Santa María de los Mártires). Es el primer caso de un templo pagano convertido al culto cristiano. Por esta razón fue el único edificio de la Antigua Roma que permaneció intacto y en uso ininterrumpido.
Sin embargo, en 663, cuando el papa Vitaliano invitó a Roma al emperador bizantino Constante II, este al retirarse permitió que sus tropas saquearan la ciudad, obteniendo un botín entre el que se encontraba el bronce de la cúpula del Panteón.
En el siglo xv, el panteón es enriquecido con frescos: el más notable el de La Anunciación de Melozzo da Forlì, colocado en la primera capilla a la derecha de la entrada. En 1435 se lleva a cabo la demolición
de las construcciones medievales anexas. A partir del Renacimiento el panteón es utilizado como sede de la Academia de los Virtuosos de Roma, sirviendo de sepulcro a grandes artistas italianos como Rafael o Vignola. En el siglo xvii se añadieron a los lados del frontón dos campanarios, obra de Gian Lorenzo Bernini, bautizados popularmente como orejas de asno, y eliminados en 1893.
El rey Víctor Manuel II, su hijo Humberto I y su esposa Margarita reposan en una de las capillas del Panteón. Estas tumbas son mantenidas por voluntarios de organizaciones monárquicas.
Aunque el Panteón es un monumento cuyos gastos de conservación corren a cargo del Ministerio de Bienes Culturales de Italia, sigue siendo una iglesia en la que se celebran misas (principalmente de la forma tridentina del rito romano) y sobre todo bodas. Existe una tradición en la que el día de Pentecostés, a mediodía, se lanzan miles de pétalos de rosas rojas desde la linterna de la cúpula del Panteón mientras un coro canta el himno Veni Creator Spiritus. Este gesto recuerda la venida del Espíritu Santo en forma de lenguas de fuego sobre los apóstoles, y a dicho ritual asisten cientos de personas cada año.
En 1980 el centro histórico de Roma, incluyendo el Panteón, fue declarado Patrimonio de la Humanidad por la Unesco.

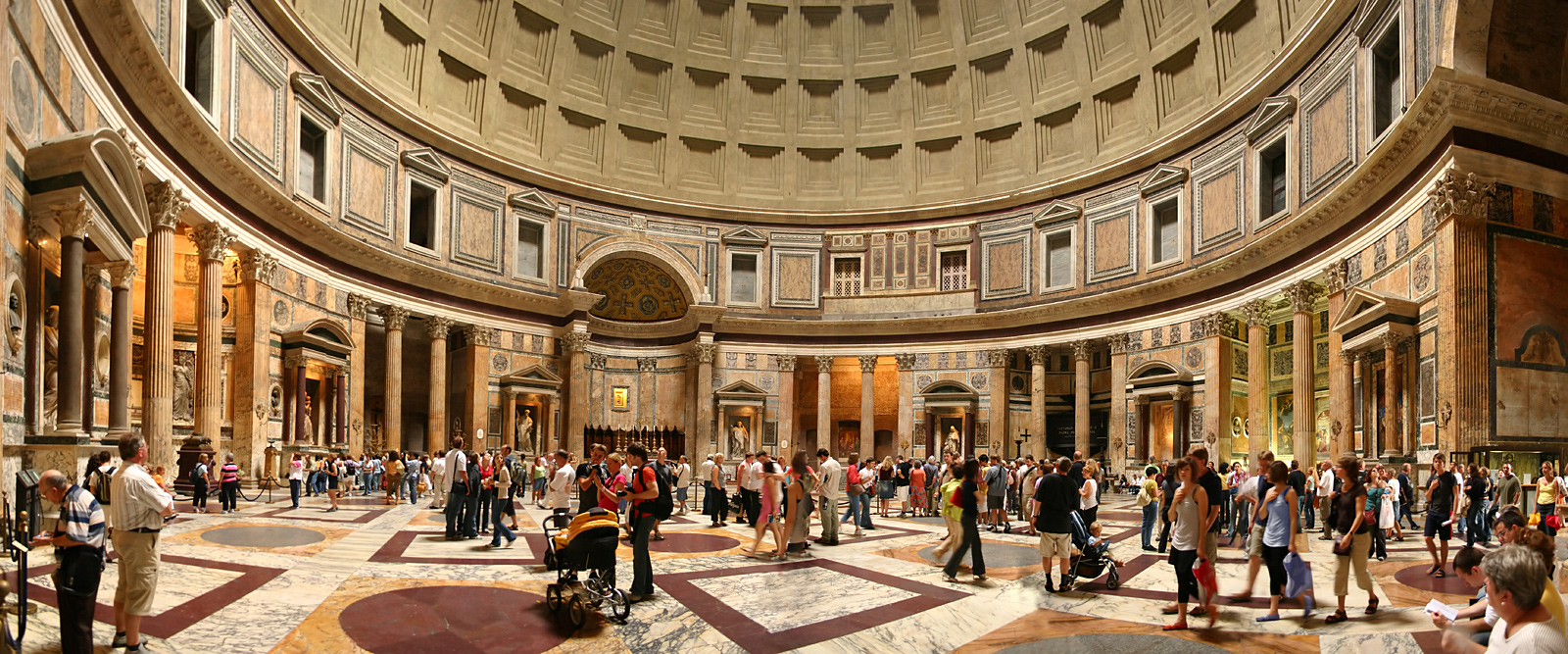

### Influencia posterior

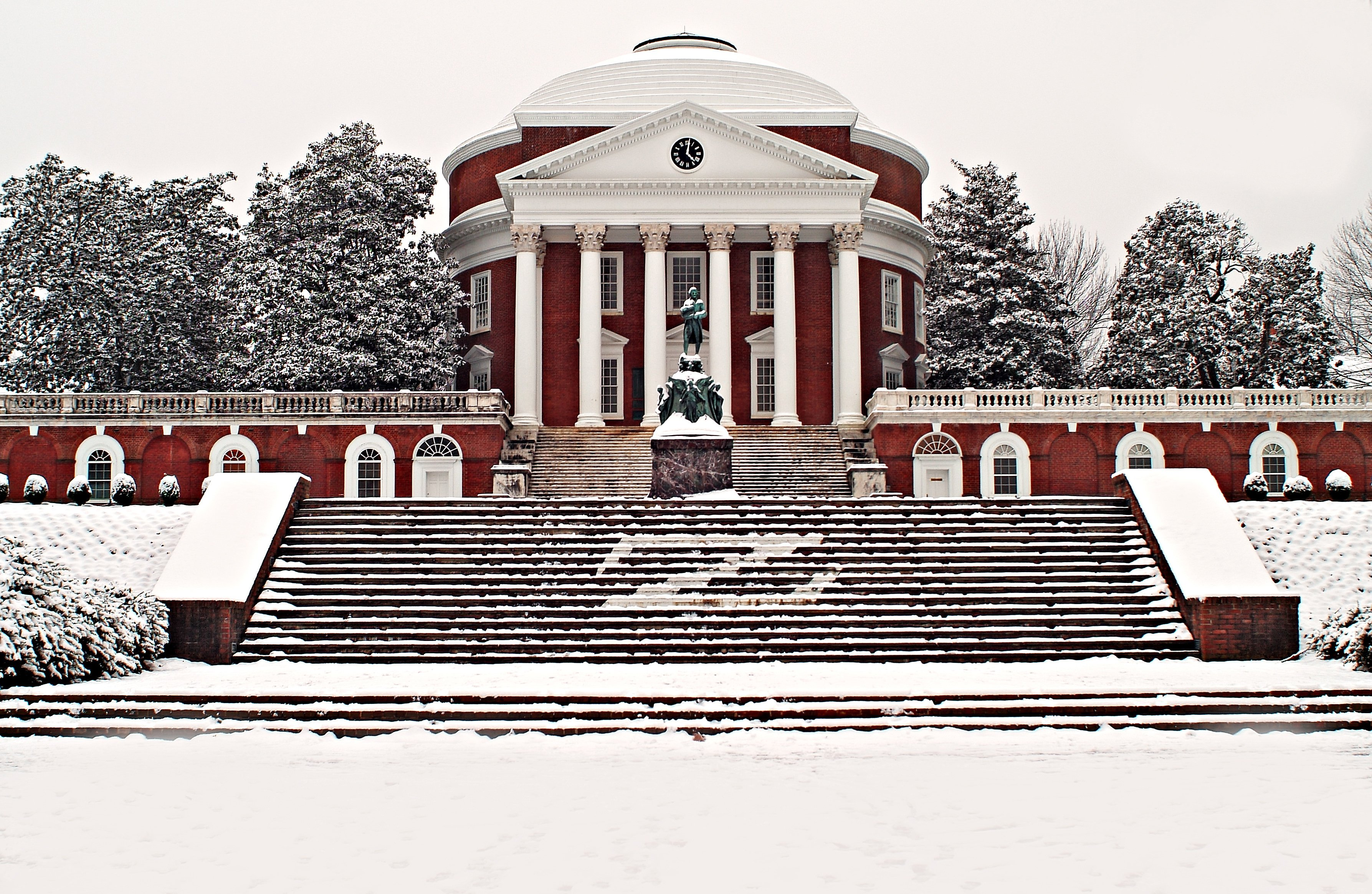
La Rotonda diseñada por Thomas Jefferson en la Universidad de Virginia

El Panteón ha tenido una enorme trascendencia en la arquitectura occidental. Durante el Renacimiento, los artistas y arquitectos que volvieron los ojos hacia la antigüedad clásica no podían pasar por alto uno de los edificios más bellos y mejor conservados de toda Roma. Brunelleschi estudió el Panteón para la construcción de la cúpula del Duomo de Florencia, punto de partida de la arquitectura renacentista. Bramante y Miguel Ángel lo recrearon en obras como el Templete de San Pietro in Montorio o la Basílica de San Pedro. Durante el neoclasicismo italiano, Antonio Canova proyectó un templo en Possagno, su ciudad natal, basándose en el diseño del Panteón.
Su influencia se deja notar en Inglaterra y América del Norte, sobre todo gracias a Andrea Palladio, que fue muy imitado hasta el siglo xix. Muchas salas cívicas, universidades y bibliotecas reutilizan la forma de cúpula con pórtico: la iglesia del cementerio monumental de Staglieno, la Basílica de San Francisco de Paula en Nápoles, la Basílica de Jesús del Gran Poder en Sevilla la villa Capra de Vicenza, la rotonda de Thomas Jefferson de la Universidad de Virginia, la biblioteca de la Universidad de Columbia, el edificio principal de la National Gallery de Washington, Parroquia Inmaculada Concepción de Buenos Aires o la Biblioteca del Estado de Victoria en Melbourne.